# Puente Salgueiro Maia
El Puente Salgueiro Maia, construido sobre el río Tajo, en la futura IC 10, en Portugal, se encuentra situado junto a la freguesia de Vale de Santarém en Santarém. Se inauguró el 11 de junio de 2000 y se encuentra 3,5 km río abajo del puente D. Luis construido en el siglo XIX. El puente forma parte de una futura autopista que unirá Santarem con Almeirim y cruza el valle del río Tajo en una zona inundable, por lo que el viaducto que tiene una longitud de 4,3 km salva la amplia zona de alcance de las aguas. 
El nombre del puente es un homenaje al capitán Salgueiro Maia, uno de los líderes de la Revolución de los Claveles. 